# جيمس كريجلو
جيمس كريجلو (مواليد 8 أغسطس 1956) هو مبارز بالسيف من جزر العذراء الأمريكية، مثّل بلاده في الألعاب الأولمبية الصيفية 1984.

## روابط رياضية
جيمس كريجلو على موقع أوليمبيديا (الإنجليزية)